# 猴头杜鹃
猴头杜鹃（学名：Rhododendron simiarum）也称南华杜鹃，为杜鹃花科杜鹃花属下的一个种。产浙江南部、江西南部、福建、湖南南部、广东及广西。生于海拔500-1800米的山坡林中。